# 馬瀬あずさ
馬瀬 あずさ（ませ あずさ）は、日本の漫画家。2011年、『THEデザート』2011年3月号に掲載された読切でデビュー。主に『デザート』（講談社）で活動している。
同期デビューに河原田瞳美がいる。デビュー2年目までは、アナログで描いていた。子供がいる。

## 作品リスト
- タイトル不明[注釈 1]（『THEデザート』2011年3月号） - デビュー作。
- イタズラ（『THEデザート』2011年5月号） - デビュー1作目[5]。
- 片想いの逆襲シリーズ（『THEデザート』2012年7月号・9月号、『デザート』2012年2月号・5月号別冊付録[6]） - 雑誌掲載時タイトルが『片想いの逆襲』。
- 原作・冲方丁『もらい泣き』シリーズ（『THEデザート』2013年3月号 - 11月号）
  - タクシーと指輪（『THEデザート』2013年3月号）
  - 地球生まれのあなたへ
  - 教師とTシャツ
  - 音楽と十円ハゲ（『THEデザート』2013年9月号）
  - 先にいきます（『THEデザート』2013年11月号）
  - 仁義の人（『THEデザート』2013年11月号）
- 青春ラバーズフェスティバル（『デザート』2014年10月号 - 2015年1月号）
- 18〜じゅうはち〜（『THEデザート』2015年7月号）
- まいりました、先輩（『デザート』2016年8月号[7] - 2020年12月号[8]）

## 書誌情報
全て、講談社コミックスデザートより刊行されている。
- 片想いの逆襲（2012年9月13日発売[9]、ISBN 978-4-06-365708-1） - 初単行本[10]。
  - 併録作品『ごめんなさい、大好きです。』『100年たっても』『この初恋のれきし』、『片想いの松本』（描きおろし）
  - 新装版（2018年4月13日発売[11]、ISBN 978-4-06-511509-1）- 内容は同じだが、表紙が異なる。
- 地球生まれのあなたへ（原作・冲方丁『もらい泣き』、2014年1月24日発売[12]、ISBN 978-4-06-365759-3）
  - 併録作品『先に行きます』『教師とTシャツ』『音楽と十円ハゲ』『仁義の人』『タクシーと指輪』、『ぬいぐるみ』（描きおろし）『化粧をする人』（描きおろし）
- 青春ラバーズフェスティバル（2015年1月13日発売[13]、ISBN 978-4-06-365802-6）
- まいりました、先輩（2017年 - 2020年刊、全10巻）
  1. 2016年11月11日発売[14]、『デザート』2016年8月号 - 11月号、ISBN 978-4-06-365887-3
  2. 2017年4月13日発売[15]、『デザート』201年1月号 - 4月号、ISBN 978-4-06-365906-1
  3. 2017年11月13日発売[16]、『デザート』2017年6月号 - 7月号、9月号、11月号、ISBN 978-4-06-510408-8
  4. 2018年4月13日発売[17]、『デザート』2018年1月号 - 4月号、ISBN 978-4-06-511280-9
  5. 2018年10月12日発売[18]、『デザート』2018年6月号 - 10月号、ISBN 978-4-06-513171-8
  6. 2019年3月13日発売[19]、『デザート』2018年12月号 - 2019年3月号、ISBN 978-4-06-514965-2
  7. 2019年8月9日発売[20]、『デザート』2019年5月号 - 8月号、ISBN 978-4-06-516717-5
  8. 2020年1月10日発売[21]、『デザート』2019年10月号 - 2020年1月号、ISBN 978-4-06-518229-1
  9. 2020年6月11日発売[22][23]、『デザート』2020年3月号 - 7月号、ISBN 978-4-06-519773-8
  10. 2020年12月11日発売[24]、『デザート』2020年9月号 - 12月号、ISBN 978-4-06-521778-8

### アンソロジー
- イケない遊び[25]（2013年） - 電子書籍限定。
  - 『イタズラ』収録。
- イケない誘惑[26]（2014年） - 電子書籍限定。
  - 『片想いの逆襲』収録。